# 布哈拉汗国

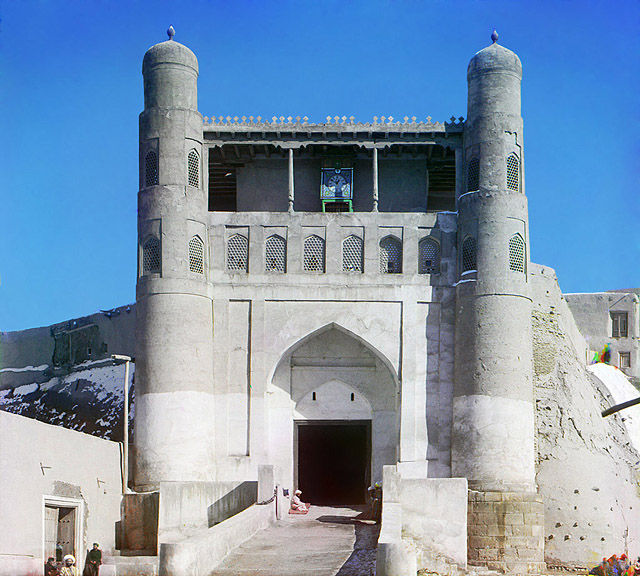
布哈拉酋长宫前门

布哈拉汗国是1500年至1785年间位于中亚河中地区的伊斯兰教国家，清代称布哈尔（见《钦定皇舆西域图志》）。国名因16世纪中叶迁都至布哈拉而得名。布哈拉汗国分为两个王朝：昔班王朝（1500年—1599年）和阿斯特拉罕王朝（又称札尼王朝，1599年－1785年）。1785年，被布哈拉酋长国取代。
19世纪初，其疆域除泽拉夫尚河和卡什卡河流域外，还包括今土库曼、塔吉克和阿富汗的部分地区，以及锡尔河北岸、突厥斯坦城及其附近一带。布哈拉汗国原定都于撒马尔罕，16世纪中叶迁至布哈拉。居民多从事农业、牧业，其中灌溉工程较为发达。

## 历史
1500年，乌兹别克首领昔班尼率兵自北进入河中地区，占领撒马尔罕，推翻帖木儿后裔在中亚的统治，建立昔班尼王朝。最初该王朝定都于撒马尔罕，後於1561年迁都布哈拉，遂称布哈拉汗国。1505年，昔班尼夺取花剌子模。1506年，取得布哈拉。1507年，攻取赫拉特，灭帖木儿帝国。1510年，昔班尼为费尔干纳统治者巴布尔和萨非王朝的伊斯迈尔一世的联军所败，于梅爾夫戰役阵亡。昔班尼死后，国家濒于崩溃。1512年，昔班尼叔父库赤昆吉执政时，率军在尼尔杜万战役中打败萨非王朝和巴布尔的军队，恢复和巩固了乌兹别克人在河中地区的统治。在阿布都拉二世统治时期，布哈拉汗国国势强盛，重新征服呼罗珊、花剌子模，夺取费尔干纳和塔什干，并侵入哈萨克草原腹地。1598年，阿布都拉二世死后，国内动乱，呼罗珊等地复失。
1599年，阿斯特拉罕王朝开始统治布哈拉汗国。该朝伊玛目·库里在位时，加强中央集权，以伊斯兰教法治国，政治经济相对稳定，商业繁荣，纺织品、陶器、纸张远销国外。其后乌兹别克各氏族割据势力日渐强大，王族内讧加剧，印度莫卧儿王朝和希瓦汗国也乘机频繁入侵。苏布罕·库里在抵御外部入侵和平定内乱中取得一定成就，但汗国日趋衰落和陷于分裂。18世纪前期，浩罕（中心在费尔干纳）从布哈拉汗国分裂出去，建立了独立的浩罕汗国。1740年，阿夫沙尔王朝纳迪尔沙入侵，阿布都拉·哈兹投降，于1747年遇害。
阿斯特拉罕王朝末代可汗阿布·加齐统治期间，曼吉特首领马桑·沙·穆拉德迎娶其女，后于1785年自称埃米尔，建立曼吉特王朝，即布哈拉酋长国，布哈拉汗国灭亡。

## 政治文化
布哈拉汗国为政教合一的军事封建国家。汗国奉伊斯兰教逊尼派教义为国教，实行伊斯兰教法和部落习惯法相结合的司法制度。和卓家族、伊斯兰教长老在宗教和政治上享有较高的社会地位。苏菲派纳格什班迪教团和库布拉维耶教团受到汗国的尊崇，赐封有大量土地，建有豪华的麻札。
布哈拉汗国将伊斯兰文化加以继承和发展。撒马尔罕和布哈拉为中亚伊斯兰学术文化中心，汗国除对原有的清真寺、图书馆、天文台进行修葺扩建外，还新建有多所清真寺和伊斯兰教经学院，其中撒马尔罕的希尔达尔伊斯兰经学院为中亚地区的伊斯兰教育中心，培养了大批学者。苏菲派学者对《古兰经》和圣训作了注释和考证。此外，布哈拉汗国文学、史学盛极一时，建筑、绘画、书法等也达到较高的艺术水平。

## 君主列表
昔班尼王朝（1500年—1599年）
| 君主姓名          | 即位年代 | 退位年代 | 在位大事         | 世系关系                                                 |
| ----------------- | -------- | -------- | ---------------- | -------------------------------------------------------- |
| 穆罕默德·昔班尼   | 1500年   | 1510年   |                  | 阿布海兒长子沙·布达克之子。                              |
| 速云赤·火者       | 1510年   | 1512年   |                  | 阿布海兒之子，昔班尼叔父。                               |
| 库赤昆吉          | 1512年   | 1531年   |                  | 速云赤·火者之兄，昔班尼叔父。                            |
| 阿布·赛义德       | 1531年   | 1534年   |                  | 库赤昆吉之子。                                           |
| 奥贝杜拉          | 1534年   | 1539年   |                  | 阿布海兒子谢赫海达尔孙，马哈茂德之子。                   |
| 阿布都拉一世      | 1539年   | 1540年   |                  | 库赤昆吉之子。                                           |
| 阿布都拉·拉提夫   | 1540年   | 1552年   |                  | 库赤昆吉之子。                                           |
| 纳兀鲁兹·艾哈迈德 | 1552年   | 1556年   |                  | 速云赤·火者之子。                                        |
| 皮儿·穆罕默德一世 | 1556年   | 1561年   |                  | 阿布海兒次子阔察·穆罕默德孙，扎尼-伯克之子。             |
| 伊斯坎德尔        | 1561年   | 1583年   | 1561年迁都布哈拉 | 皮儿·穆罕默德一世之弟。                                  |
| 阿布都拉二世      | 1583年   | 1598年   | 1557年起掌握实权 | 伊斯坎德尔之子。                                         |
| 阿布尔穆米内      | 1598年   | 1598年   |                  | 阿布都拉二世之子。                                       |
| 皮儿·穆罕默德二世 | 1598年   | 1599年   |                  | 阿布海兒次子阔察·穆罕默德曾孙，扎尼-伯克孙，苏莱曼之子。 |

阿斯特拉罕王朝（1599年—1785年）
| 君主姓名        | 即位年代 | 退位年代 | 在位大事               |
| --------------- | -------- | -------- | ---------------------- |
| 巴基·穆罕默德   | 1599年   | 1605年   |                        |
| 瓦里·穆罕默德   | 1605年   | 1611年   |                        |
| 伊玛目·库里     | 1611年   | 1642年   |                        |
| 纳狄尔·穆罕默德 | 1642年   | 1645年   |                        |
| 阿布都拉·阿齐兹 | 1645年   | 1680年   |                        |
| 苏布罕·库里     | 1680年   | 1702年   |                        |
| 奥贝都拉一世    | 1702年   | 1705年   |                        |
| 阿布都拉·哈兹   | 1705年   | 1747年   | 1740年伊朗纳迪尔沙入侵 |
| 阿布都拉·穆明   | 1747年   | 1748年   |                        |
| 乌贝都拉二世    | 1748年   | 1753年   |                        |
| 穆罕默德·拉希姆 | 1753年   | 1758年   |                        |
| 阿布·加齐       | 1758年   | 1785年   |                        |

### 引用
1. ↑  阿布尔-哈齐-把阿秃儿汗著，罗贤佑译《突厥世系》